# Tectaria adenophora
Tectaria adenophora är en ormbunkeart som beskrevs av Edwin Bingham Copeland. Tectaria adenophora ingår i släktet Tectaria och familjen Tectariaceae. Inga underarter finns listade.